# Аннино (Ленинградская область)
А́ннино (фин. Annamoisio) — посёлок в составе Аннинского городского поселения в Ломоносовском районе Ленинградской области.

## История
Со времён шведского правления земли Шунгоровского погоста были заселены финнами-ингерманландцами. Об этом свидетельствуют названия деревень, уцелевших до нашего времени: Иннолово, Куттузи, Тиммолово, Рапполово. Это остатки зажиточной некогда Ингерманландии.
Селение Annamoisio упоминается в переписи Ингерманландской и Кексгольмской губернии 1690 года.
В переписи 1748 года упоминается деревня Анна мыза, в которой проживало 28 душ мужского пола.
В 1756 году деревня Annamoisio упоминается в церковной книге лютеранского прихода Туутари-Хиетамяки.
Деревня являлась вотчиной великого князя Константина Павловича, из которой в 1806—1807 годах были выставлены ратники Императорского батальона милиции.
На «Топографической карте окрестностей Санкт-Петербурга» Военно-топографического депо Главного штаба 1817 года упомянута деревня Аннина из 15 дворов.
Деревня Аннина из 16 дворов упоминается и на «Топографической карте окрестностей Санкт-Петербурга» Ф. Ф. Шуберта 1831 года.

АННИНОЙ — деревня принадлежит государю великому князю Константину Николаевичу, число жителей по ревизии: 25 м. п., 19 ж. п. (1838 год)

На этнографической карте Санкт-Петербургской губернии П. И. Кёппена 1849 года она обозначена как деревня «Annamoisio», расположенная в ареале расселения эвремейсов. В пояснительном тексте к этнографической карте она записана как деревня Annamoisio (Аннина), а также указано количество её жителей на 1848 год: эвремейсов — 2 м. п., 2 ж. п., савакотов — 48 м. п., 64 ж. п., всего 116 человек.

АННИНА — деревня Красносельской удельной конторы Шунгоровского приказа, по просёлочной дороге, число дворов — 18, число душ — 55 м. п. (1856 год)

В 1860 году деревня Аннино насчитывала 28 дворов.

АННИНО — деревня Павловского городского приказа при колодцах, по шоссе из Стрельны в Красное Село по правую сторону этого шоссе, в 16 верстах от Петергофа, число дворов — 22, число жителей: 69 м. п., 73 ж. п. (1862 год)

В 1876 году в деревне открылась первая школа. Учителями в ней работали М. Калвияйнен и В. Бухаринов.

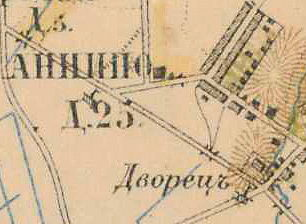
План деревни Аннино. 1885 год

В 1885 году, согласно карте окрестностей Петербурга, деревня насчитывала 25 дворов. Сборник же Центрального статистического комитета описывал её так:

АННИНА — деревня бывшая владельческая, дворов — 27, жителей — 137; школа, лавка. (1885 год)

В конце XIX — начале XX века деревня административно относилась к Шунгоровскому сельскому обществу Константиновской волости 1-го стана Петергофского уезда Санкт-Петербургской губернии. Население деревни было исключительно финским.
К 1913 году количество дворов увеличилось до 40.
С 1917 по 1919 год деревня Аннино входила в состав Шунгоровского сельсовета Петергофского уезда.
С 1919 года в составе Стрельно-Шунгоровской волости.
С 1923 года в составе Стрельнинской волости Троцкого уезда.
Согласно данным переписи населения СССР 1926 года в деревне Аннино проживали 288 человек, все финны.
С 1927 года в составе Урицкого района.
В 1928 году население деревни Аннино составляло 289 человек.
С 1930 года в составе Ленинградского Пригородного района.
По административным данным 1933 года деревня называлась Анино и входила в состав Шунгоровского финского национального сельсовета Ленинградского Пригородного района.
С 1936 года в составе Красносельского района.

План деревни Аннино. 1939 год

Согласно топографической карте РККА 1939 года деревня Аннино насчитывала 46 дворов. В центре деревни находились сельсовет и школа.
В годы Великой Отечественной войны, с августа 1941 года по январь 1944 года, территория волости находилась под немецко-фашистской оккупацией. Территория волости была выселена в 1943 году.
В 1947 году был организован совхоз «Победа», начиналось большое жилищное строительство.
С 1955 года в составе Ломоносовского района.
С 1963 года в составе Гатчинского района.
С 1965 года вновь в составе Ломоносовского района. В 1965 году население деревни Аннино составляло 451 человек.
По данным 1966 года деревня Аннино также находилась в составе Шунгоровского сельсовета.
По данным 1973 года посёлок Аннино входил в состав и являлся административным центром Аннинского сельсовета. В 1970-х годах были построены пятиэтажные дома, средняя школа, Дом культуры, контора хозяйства.
По данным 1990 года в посёлке Аннино проживали 3521 человек. Посёлок являлся административным центром Аннинского сельсовета в который входили 14 населённых пунктов: деревни Алакюля, Большие Томики, Иннолово, Капорское, Кемпелево, Куттузи, Лесопитомник, Пески, Пигелево, Рапполово, Рюмки, Тиммолово; посёлки Аннино, Новоселье, общей численностью населения 6457 человек.
В начале 1990-х годов совхоз был преобразован в акционерное общество «Победа» (ныне ЗАО), которое сохранило прежнюю специализацию — овощеводство. Кроме того, производятся молочные продукты.
В 1997 году в посёлке проживали 3562 человека.
В 2000 году в Аннине начала строиться церковь Иоанна Богослова. Под неё было отдано заброшенное одноэтажное здание детского сада. К нему была пристроена колокольня из пенобетона, а на крыше сделана надалтарная главка. В ночь с 12 на 13 апреля 2008 года в церкви произошёл пожар, в результате чего часть интерьеров и кровля выгорели.
В 2002 году в посёлке проживали 3332 человек (русские — 91 %), в 2007 году — 3461 человек.

## География
Посёлок расположен в северо-восточной части района на автодороге 41К-140 (Стрельна — Яльгелево), в месте примыкания к ней автодороги 41К-139 (Аннино — Разбегаево).
Расстояние до административного центра поселения — 7 км. Расстояние до районного центра — 32 км.
Расстояние до ближайшей железнодорожной станции Горелово — 5 км.
Посёлок находится к югу от берега Финского залива и к юго-западу от городской черты Санкт-Петербурга.

## Демография
| 1862 | 1997  | 2002  | 2007  | 2010  | 2017  | 2021  |
| ---- | ----- | ----- | ----- | ----- | ----- | ----- |
| 142  | ↗3562 | ↘3332 | ↗3461 | ↗3558 | ↘3421 | ↗4033 |

### Национальный состав
Согласно данным Всероссийской переписи населения 2021 года в посёлке проживали 4033 человека, из них:
 русские — 3330, таджики — 19, армяне — 18, украинцы — 18, белорусы — 12, татары — 12, узбеки — 10, финны — 5 (ингерманландцы — 2), кумыки — 4, молдаване — 4, кеты — 3, греки — 2, евреи — 2, мордва — 2, абхазы — 1, азербайджанцы — 1, башкиры — 1, казахи — 1, карелы — 1, киргизы — 1, коми — 1, чуваши — 1, другие национальности — 135 человек, остальные национальность не указали.

## Инфраструктура
В посёлке преобладают частные и многоквартирные пятиэтажные дома, в своё время строившихся преимущественно для сотрудников совхоза «Победа». В 2010-х годах построены пять кирпично-монолитных домов различной этажности.

## Природные ценности
- Балтийско-Ладожский уступ с родниками, дающими начало реке Кикенке, впадающей в Финский залив.
- Каргинский ручей (правый приток реки Стрелки).
- Аннинское озеро
- Капорское озеро

## Предприятия и организации
- Отделение почтовой связи № 188505
- Закрытое акционерное общество «Победа»
- ПАО «Сбербанк России», доп. офис № 9055/0864
- ГБУЗ ЛО «Ломоносовская МБ»
- Молодёжный культурно-досуговый комплекс
- Кафе «Бруклин»
- Магазин «Пятёрочка»
- Магазин «Магнит»

## Транспорт
Через посёлок проходят трассы следующих автобусных маршрутов:
| №    | Конечная остановка 1 | Конечная остановка 2 | Перевозчик                          | Примечания |
| ---- | -------------------- | -------------------- | ----------------------------------- | --- |
| 1-И  | Иннолово             | Новоселье            | ООО «Вест-Сервис» (ХТК «Питеравто») | Маршрут Аннинского городского поселения                                                                                       |
| 105А | Иннолово             | Проспект Ветеранов   | ООО «Вест-Сервис» (ХТК «Питеравто») | Маршрут Ломоносовского района                                                                                                 |
| 442  | Станция Красное Село | Аннино               | ООО «Домтрансавто»                  | Социальный автобусный маршрут города Санкт-Петербурга. Оплата наличными не принимается. Закрыт с 16.12.2024 с усилением 458Б. |
| 442А | Станция Горелово     | Аннино               | ООО «Домтрансавто»                  | Социальный автобусный маршрут города Санкт-Петербурга. Оплата наличными не принимается. Закрыт с 16.12.2024 с усилением 458А. |
| 458  | Станция Красное Село | Разбегаево           | ООО «Вест-Сервис» (ХТК «Питеравто») | Социальный автобусный маршрут города Санкт-Петербурга. Оплата наличными не принимается.                                       |
| 458А | Станция Горелово     | Иннолово             | ООО «Домтрансавто»                  | Социальный автобусный маршрут города Санкт-Петербурга. Оплата наличными не принимается.                                       |
| 458Б | Станция Красное Село | Иннолово             | ООО «Домтрансавто»                  | Социальный автобусный маршрут города Санкт-Петербурга. Оплата наличными не принимается.                                       |
| 461  | Платформа Сергиево   | Аннино               | ООО «Вест-Сервис» (ХТК «Питеравто») | Социальный автобусный маршрут города Санкт-Петербурга. Оплата наличными не принимается.                                       |
| 653А | Аннино               | Ломоносов, вокзал    | ООО «Вест-Сервис» (ХТК «Питеравто») | Маршрут Ломоносовского района                                                                                                 |

## Телекоммуникации
Услуги доступа в Интернет по выделенным линиям и кабельного телевидения предоставляют компании «Р2», «Lentel», «Teyla», «Prostor telekom», «Freedom House».

## Улицы
10-й Пятилетки, Аэродромная, Багряный переулок, Береговая, Берёзовая, Благодатная, Весёлая, Весёлый переулок, Весенняя, Вишнёвая, Грушевая, Дружная, Заозёрная, Заповедная, Зелёная, Земляничная, Золотистый переулок, Лесная, Новая, Окружная, Осенняя, Полевой переулок, Придорожная, Радостная, Речная, Рябиновая, Садовая, Советская, Совхозная, Солнечная, Спортивная, Центральная, Школьная, Шоссейная, Яблоневая, Якова Золина.